# 克瓦索維齊亞
50°44′25″N 24°54′10″E / 50.74028°N 24.90278°E
克瓦索維齊亞（烏克蘭語：Квасовиця），是烏克蘭的村落，位於該國西部沃倫州，由沃洛德米爾區負責管轄，面積33平方公里，海拔高度224米，2001年人口105，人口密度每平方公里3.18人。